# Етрише
Етрише (фр. Etriché) насеље је и општина у Француској у региону Лоара, у департману Мен и Лоара.
По подацима из 2011. године у општини је живело 1531 становника, а густина насељености је износила 78,11 становника/km².

## Демографија
| 1962. | 1968. | 1975. | 1982. | 1990. | 2011. |
| ----- | ----- | ----- | ----- | ----- | ----- |
| 887   | 921   | 922   | 982   | 1.024 | 1.531 |